# Puya ferox
Puya ferox är en gräsväxtart som beskrevs av Carl Christian Mez. Puya ferox ingår i släktet Puya och familjen Bromeliaceae. Inga underarter finns listade i Catalogue of Life.